# Lone Wolf: The Mirror of Death
Lone Wolf: The Mirror of Death è un videogioco d'azione tratto dalla saga fantasy Lupo Solitario, pubblicato nel 1991 per Amstrad CPC, Commodore 64, MS-DOS e ZX Spectrum dall'editrice britannica Audiogenic. Le edizioni originali contenevano in omaggio una copia della versione inglese del librogame Contagio mortale. Conversioni per altri computer tra cui l'Amiga vennero annunciate ma non videro la luce. Fu il terzo videogioco su Lupo Solitario, il primo uscito non solo per Spectrum, seguito dal quarto vent'anni dopo; non ha però legami con gli altri titoli. Venne ripubblicato per DOS anche con il titolo Tower of Fear, rimuovendo ogni riferimento a Lupo Solitario.

## Trama
Lupo Solitario deve affrontare la fortezza torreggiante di Khazan-Gor, appartenuta a un mago malefico, per recuperare una pietra preziosa. Khazan-Gor è infestata da numerose trappole, tra cui lo specchio della morte (Mirror of Death), che il protagonista ha appena distrutto. Sette demoni si liberano dallo specchio, ciascuno da un suo frammento. Lupo Solitario deve esplorare Khazan-Gor, che ha la forma di una grande torre che salendo si allarga diramandosi in più torri, e trovare e sconfiggere a uno a uno i demoni, armato di spada e di alcuni poteri magici detti Kai.

## Modalità di gioco
Khazan-Gor è rappresentata da un labirinto di stanze con visuale laterale fissa, da esplorare cominciando dalla base della torre. Sono presenti piattaforme, scale a pioli e più avanti anche ascensori.
Si devono affrontare pericoli come gargolle che sputano proiettili, uccelli, trappole, e i demoni sotto forma di copie speculari del protagonista. È anche possibile precipitare per diverse schermate, ma senza subire danno diretto.
Lupo Solitario con i controlli direzionali può camminare, usare scale, saltare, abbassarsi, rotolare, mentre combinando le direzioni con il pulsante di fuoco si possono effettuare varie mosse di combattimento in stile picchiaduro, di tipo aggressivo o difensivo, con o senza spada. Mentre si salgono le scale tuttavia non è possibile combattere e se si viene colpiti si precipita.
Si ha una barra dell'energia, esauribile fino a quattro volte prima della sconfitta; ogni barra consumata è rappresentata da una testa di lupo che diviene un teschio.
A inizio partita il giocatore può selezionare quattro tra otto abilità Kai, che poi potrà utilizzare in quantità limitata premendo il relativo tasto:
- Psi Surge: paralizza il nemico
- Mindshield: protegge da Psi Surge avversario
- Animal Kinship: apparizione di un lupo che terrorizza il nemico
- Invisibility: invisibilità nonché invulnerabilità ai pericoli ordinari
- Sixth Sense: suggerisce la strada giusta
- Divinity: permette di vedere nemici invisibili
- Weapon Skills: maggior efficacia della spada
- Healing: recupera l'energia, ma solo in presenza di un demone.

## Accoglienza
Lone Wolf: The Mirror of Death ottenne diversi giudizi molto positivi nella versione per ZX Spectrum. La recensione di Sinclair User 89 apparve già nell'agosto del 1989, assieme alle anteprime su altre riviste; ci fu infatti un ritardo di quasi due anni nella pubblicazione effettiva (1991), secondo il produttore dovuto a una riscrittura del gioco, ma senza modifiche sostanziali.
La versione Commodore 64 invece ottenne un giudizio scarso da Zzap!64 75 e la versione DOS fu accolta molto negativamente dalla stampa tedesca, ricevendo tra l'altro una nomina a "flop del mese" da Aktueller Software Markt 1/1992.